# رادیکال آزاد
رادیکال یا رادیکال آزاد (به انگلیسی: Free radical) به اتم، مولکول یا یونی گفته می‌شود که دارای مولکول‌ها یا اتم‌هایی که دارای  الکترون جفت‌نشده در لایهٔ الکترونی است. به عبارت دیگر پوسته الکترونی آن ناقص باشد؛ و تجمع آن‌ها در بدن خطرناک است و عامل بیماری‌های خطرناکی چون سرطان می‌باشد.

## تاریخچه
از قرن بیستم در شیمی از رادیکال‌ها برای نمایان کردن گروهی از اتم‌ها مانند گروه‌های فلزات و کربوکسیل‌ها استفاده می‌شده‌است. اگرچه این گروه‌ها قسمتی از مولکول‌های بزرگتر بودند. به دنبال بازبینی که اخیراً در فرهنگ لغات انجام شد بخش بزرگی از مولکول امروزه به بخش وظیفه و جایگزینی تغییر نام یافت اگرچه ممکن است در لغت‌نامه‌های قدیمی به همان نام قبلی ذکر شود.
نخستین بنیانی که موجب به کشف رادیکال‌ها شد «تری فنیل متیل رادیکال» بود. این امر در سال ۱۹۰۰ توسط موسز گومبرگ در دانشگاه میشیگان کشف شد.
در گذشته اصطلاح رادیکال در تئوری رادیکال همچنین برای قسمت‌هایی از باند مولکول‌ها نیز استفاده می‌شد. مخصوصاً هنگامی که آن‌ها در واکنش تغییر نیافته باقی می‌ماندند. فرضیه آووگادرو به وسیلهٔ شیمیدانان ترکیب آلی آن زمان به صورت جدی مورد توجه واقع نشده بود. در پایان قرن نوزدهم میلادی، این وضعیت مورد بررسی قرار گرفت و امکان موجودیت رادیکال‌های آزاد، با کشف تری‌فنیل‌متیل‌رادیکال به وسیلهٔ گومبرگ به وضوح تأیید یافت. پس از این تاریخ بسیاری از رادیکال‌های آزاد کشف و چنینی ترکیباتی در مکانیزم‌های شیمی آلی به عنوان یک اصل پذیرفته شدند.

## تشکیل
تشکیل رادیکال ممکن است از طریق شکستن پیوند کووالانسی شامل همولیتیکالی باشد که این فرایند نیاز به انرژی به مقدار قابل توجهی انرژی دارد. به عنوان نمونه تقسیم H₂ به دو مولکول H• که این انرژی مورد نیاز را انرژی تفکیک پیوند می‌نامند و برای نشان دادن آن به‌طور مختصر از نماد ΔΗ استفاده می‌شود. انرژی بین دو اتم که توسط پیوند کووالانسی در یک مولکول قرار گرفته‌اند، تحت تأثیر نوع اتم‌ها قرار دارد. همچنین برای شکستن رادیکال‌های پایدار به انرژی بیشتری نیاز است. همولتیک یا عمل شکستن باندها بیشتر بین دو اتم با الکترونگاتیوی مشابه اتفاق می‌افتد. در شیمی آلی اغلب پیوند بین دو اتم اکسیژن یا یک نیتروژن و اکسیژن مورد نظر است. تشکیل رادیکال آزاد یک واکنش گرماده است. همچنین اگرچه یون‌های رادیکال وجود دارند اما رادیکال‌ها به صورت خنثی وجود دارند. ممکن است رادیکال‌ها مانند تولید دیسموتاز توسط زنجیره انتقال الکترون به صورت تک الکترون، به صورت اکسیداسیون یا کاهش یک اتم یا مولکول تشکیل شوند. مطالعات اولیه شیمی آلی فلزی در مورد تترا الکیل توسط هانفلد و پانت در سال ۱۹۳۰فرایند شکافت یا هیدرولیتیک را تأیید کرد.
به‌طور قراردادی، فلزها، یون‌های فلزی و ترکیب‌های مختلط فلزی رادیکال آزاد بشمار نمی‌آیند.
فرایند تشکیل رادیکال آزاد را هم‌کافت می‌نامند.
در شیمی، رادیکال آزاد را با یک نقطه جلوی نشان ساختار نشان می‌دهند. برای نمونه با بکاربردن پرتو فرابنفش می‌توان مولکول کلر را تبدیل به دو رادیکال آزاد کلر کرد:
{\displaystyle \mathrm {Cl} _{2}\;{\xrightarrow {u.v.}}\;{\mathrm {Cl} \cdot }+{\mathrm {Cl} \cdot }}

## واکنش
واسطه الکیل رادیکال توسط فرایندهای فیزیک شبیه به تثبیت (به انگلیسی: sᴄɑrbcation) به عنوان یک قاعده کلی بیشتر جایگزین مرکز رادیکال است و البته از آن با ثبات‌تر است. بنا به ترتیبی، رادیکال‌ها به گروه‌های عاملی تبدیل می‌شوند. مانند «کربونیل نترل واتر» که با ثبات‌تر از رادیکال‌های آلی است.
رادیکال‌هایی که دارای باند دوگانه هستند، بر خلاف یونهای مشابه، در تعامل الکترواستاتیک نقش مهمی ایفا می‌کنند. به عنوان مثال واکنش یون‌های هسته α و β غیر اشباع ترکیبات (ᴄ=o-ᴄ=ᴄ) بر خروج الکترون نقش مهمی دارند. دو واکنش که در مورد یون‌های مربوطه وجود دارد کربونیل و ونیل هستند. در این مرحله به سرعت بر باندهای دوگانه رادیکال افزوده می‌شود و در نتیجه α-کربونیل پایدار می‌شود. تمایل متناوب از هم‌بسپارش (کوپلیمریزاسیون) از انیدرید و استارین نمونه‌ای از این واکنش است.

## انواع پایدار
رادیکال به دست آمده از α-توکوفرول:
اگرچه رادیکال‌ها به علت واکنش پذیریشان به‌طور کلی عمر کوتاه مدتی دارند ولی نوع طولانی مدت نیز دارند که به عناوین زیر طبقه‌بندی می‌شوند:
- رادیکال‌های پایدار
₂O و NO نمونه‌ای از رادیکال‌های پایدار هستند. در صورتی در یک سیستم π یا مزدوج به وجود آمده باشند رادیکال‌های آزاد می‌توانند برای مدت طولانی پایدار بمانند. رادیکال آزاد به دست آمده از α-توکوفرول (ویتامینE) و صدها نمونه دیگر از رادیکال‌های تیازیل وجود دارند که نشان می‌دهد واکنش‌پذیری کم و ثبات ترمودینامیکی قابل توجه، تنها با میزان محدود از π ثبات رزونانس ایجاد می‌شود.
- رادیکال‌های ماندگار
ترکیبات رادیکال ماندگار به دلیل فزونی استریک‌ها در اطراف مرکز رادیکال ایجاد می‌شوند. ترکیباتی از این قبیل شامل گامبرگ در رادیکال «تری فنیل متیل» و نمک را می‌توان نام برد.
- دی رادیکال
مرکز رادیکال‌های متعددی در یک مولکول می‌تواند وجود داشته باشد و دی رادیکال‌ها دارای دو مرکز رادیکال هستند. اکسیژن موجود در هوا (اکسیژن سه‌گانه) می‌تواند به عنوان یک دی رادیکال باشد.

## فعالیت در بدن
رادیکال‌های آزاد نقش مهمی را در سوختن، اتمسفر شیمی، پلیمریزاسیون، پلاسمای شیمی، زیست‌شیمی و فرایندهای شیمیایی بسیاری ایفا می‌کنند. رادیکال‌های آزاد فوق اکسید و نیتریک اکسید در ارگانیسم‌های بدن، عملکردی تنظیم مانند ضخامت رگ خونی و فشار خون‌کننده دارند. آن‌ها همچنین نقش کلیدی را در دگرگشت مداخله‌کننده ترکیبات گوناگون مانند رادیکال‌های منتقل‌کننده سیگنال‌ها در دستگاه عصبی بدن ایفا می‌کنند.
رادیکال‌های آزاد برای زنده نگه داشتن سلول، حیاتی هستند. زیرا بدون آن‌ها، سلول‌ها ممکن است به شکل غیرقابل کنترلی به رشد و تقسیم ادامه داده و ایجاد سرطان کند. این رادیکال‌ها برای پیشگیری از عفونت بسیار ضروری هستند. وظیفه رادیکال آزاد شامل تصفیه خون و دفع از طریق ادرار نیز می‌شود.

## مضرات برای سلامتی

### باورهای رایج
در انسان، مهم‌ترین رادیکال آزاد اکسیژن است. مولکول اکسیژن در معرض پرتوهای مختلف، استرس یا دودهای ناشی از استعمال سیگار، با گرفتن تک الکترون از دیگر مولکول‌ها، دست به تخریب دیگر مولکول‌ها، سلول‌ها و دی‌ان‌ای می‌زند. حاصل فعالیت رادیکال‌های آزاد در بدن انواع تباهی، سرطان، دیابت، نارسایی قلب، آسیب‌های مغزی، مشکلات عضلانی، پیری زودرس، آسیب به پوست و آسیب‌های چشمی و در کل ضعف سیستم ایمنی بدن است. در این میان آنتی‌اکسیدان‌ها به عنوان اصلی‌ترین راه مبارزه با رادیکال‌های آزاد و بازسازی سلول‌های تخریب شده مطرح می‌شوند چرا که موجب تخریب آن و افزایش کارایی سیستم ایمنی بدن در مقابل انواع بیماری‌ها می‌گردند.
رادیکال‌های ماندگار به هنگام سوختن و احتراق به مقدار زیاد تولید می‌شوند و می‌توانند باعث ایجاد استرس اکسیداتیو بشود که می‌تواند یک عامل سرطان زا باشد اگر که درکه این ذرات ریز در معرض هوا قرار بگیرند.

### آسیب به سلول‌های مغز
پژوهشگران دانشگاه ایلینوی در شیکاگو با بررسی عادت غذایی ۶۰۰۰ نفر دریافتند که آن دسته از افرادی که دچار مشکلات فراموشی و نظایر آن نیستند، در عادت غذایی خود غذاهای سرشار از ویتامین ای گنجانده‌اند. ویتامین ای دارای خواص آنتی‌اکسیدان است و رادیکال‌های آزاد را که محتملاً می‌توانند به سلول‌های مغز آسیب بزنند، مهار می‌کند.